# Vehlen (Obernkirchen)
Vehlen ist eine Ortschaft der Stadt Obernkirchen mit ungefähr 1400 Einwohnern im Landkreis Schaumburg (Niedersachsen). Es liegt etwa vier Kilometer östlich von Bückeburg und sieben Kilometer südwestlich von Stadthagen.

## Geografie
Vehlen liegt an der Bückeburger Aue, die im Süntel entspringt und bei Petershagen in die Weser mündet. Im Ortsgebiet fließt die Bombeeke in die Aue. Die Bundesstraße 65 verläuft direkt durch den Ort.

## Geschichte
Im Jahre 1055 erfolgte die erste urkundliche Erwähnung als „Velden“. Bischof Egilbert von Minden übertrug ein Vorwerk an Herzog Bernhard von Sachsen als Lehen. Vehlen ist damit der älteste Ortsteil Obernkirchens und wird als am Helweg vor dem Sandforde liegend beschrieben. Der Ort war ein zentraler Gogerichtsplatz des Bukkigaues. Von 1903 bis 1904 erfolgte der Bau der Kirche Vehlen im neugotischen Baustil aus Obernkirchener Sandstein. 1890 erfolgte der Bau einer Wassermühle die 100 Jahre in Betrieb war und heute unter Denkmalschutz steht.
Am 1. März 1974 wurde Vehlen in die Stadt Obernkirchen eingegliedert.
Seit 2011 befindet sich der Ortsteil im Dorferneuerungsprogramm des Landes Niedersachsen.

## Politik

### Ortsrat
Verteilung der Sitze im Ortsrat (Wahlperiode 2021–2026):
- SPD: 4 Sitze
- CDU: 3 Sitze

Ortsbürgermeister von Vehlen ist Horst Lahmann (SPD).
Stellvertretender Ortsbürgermeister ist Christoph Schuster (CDU).

## Wirtschaft und Infrastruktur
Vehlen besitzt mit einer ansässigen Hausbrauerei die kleinste Brauerei Norddeutschlands.

### Verkehr
Vehlen ist über die Bückeburger Straße (B 65) erreichbar. Die A 2 ist über die Anschlussstelle Bad Eilsen schnell erreichbar. Die nächstgelegenen Bahnhöfe befinden sich in Bückeburg und Kirchhorsten. Der ÖPNV wird durch die Schaumburger Verkehrs-Gesellschaft mit den Linien 2004 und 2026 bedient.

### Bildung
Zur vorschulischen Bildung ist im Ort ein Kindergarten vorhanden. Grundschüler besuchen die Schule in Obernkirchen. Weiterführende Schulen befinden sich in Obernkirchen, Helpsen, Bückeburg, Stadthagen und Rinteln.

### Öffentliche Einrichtungen
- Vehlen ist Standort des Klinikums Schaumburg.
- Für öffentliche Sicherheit und Ordnung ist das Polizeikommissariat Bückeburg zuständig. In Obernkirchen befindet sich eine im Tagdienst besetzte Polizeistation.
- Der Brandschutz und die allgemeine Hilfe wird durch die Freiwillige Feuerwehr Vehlen insbesondere auf örtlicher Ebene gewährleistet.

### Vereine
In Vehlen sind einige Vereine ansässig, darunter u. a. ein Turnverein (mit den Sparten Turnen und Gymnastik), Traditionsverein, Mühlenverein und ein Verein für freie Bürgerschützen.

## Religionen
- In Vehlen ist eine evangelisch-lutherische Kirchengemeinde ansässig. Sie umfasst die Orte Achum, Ahnsen, Echtorf, Müsingen, Tallensen und Vehlen.
- Die Katholiken gehören der Kirchengemeinde St. Marien in Bückeburg an und nutzen die Filialkirche St. Josef in Obernkirchen.

## Persönlichkeiten
- Friedrich Ernst Möller (* 1870 in Vehlen; † 1945 in Bückeburg), Landwirt und Politiker, Mitglied des Landtags des Freistaates Schaumburg-Lippe